# Lionel z Antwerpii
Lionel z Antwerpii, 1. książę Clarence KG, ang. Lionel of Anrwerp, 1st Duke of Clarence (ur. 29 listopada 1338 w Antwerpii, zm. 7 października 1368 w Albie) – trzeci syn (drugi, który przeżył dzieciństwo) i piąte dziecko króla Anglii – Edwarda III i jego żony Filipy de Hainault.

## Życiorys
Urodził się w Antwerpii. Już w dzieciństwie został zaręczony z Elżbietą de Burgh, 4. hrabiną Ulsteru, którą poślubił w 1352 r. Jej irlandzkie posiadłości objął już jednak wcześniej i od 1347 r. tytułowany jest hrabią Ulsteru.
W 1345 i 1346 r. zastępował ojca w Anglii, zaś w 1355 r. brał udział w wyprawie do Francji. Jednak głównym terenem jego działalności była Irlandia. Mianowany jej gubernatorem przybył na wyspę w 1361 r. W listopadzie roku następnego otrzymał tytuł księcia Clarence i został kawalerem Orderu Podwiązki, zaś Edward III chciał osadzić go w przyszłości na tronie szkockim po bezpotomnej śmierci Dawida II Bruce’a, na mocy traktatu w Berwick.
Clarence w Irlandii nie odnosił sukcesów i nie zdobył wśród Irlandczyków autorytetu. W 1363 r. w Dublinie zmarła jego żona, zaś irlandzkie parlamenty często sprzeciwiały się woli angielskiego księcia. W 1367 r. Clarence opuścił Irlandię. Wkrótce potem wybrał się do Włoch na ślub z Jolantą Visconti. Podczas uroczystości weselnych poczuł się źle i zmarł we Włoszech 7 października 1368.

## Życie prywatne
W 1352 r. poślubił Elżbietę de Burgh, 4. hrabinę Ulsteru (1332–1363), córkę Williama Donna de Burgha, 3. hrabiego Ulsteru i Matyldy (córki Henryka Krzywoszyjka, 3. hrabiego Lancaster). Miał z nią jedną córkę:
- Filipę (16 sierpnia 1355 – 5 stycznia 1380/1381), 5. hrabina Ulsteru, poślubiła Edmunda Mortimera, 3. hrabiego Marchii

W czerwcu 1368 r. w Mediolanie poślubił Jolantę Visconti (1354–1386), córkę Galeazzo II Viscontiego, pana Mediolanu i Bianki Sabaudzkiej (córki Aimone Spokojnego, hrabiego Sabaudii). Małżeństwo to pozostało bezdzietne.